# Plano de guerra vermelho
| Country                 | Color       |
| ----------------------- | ----------- |
| Canadá                  | Púrpura     |
| Bretanha                | Vermelho    |
| Newfoundland            | Vermelho    |
| Índia                   | Rubi        |
| Austrália               | Escarlate   |
| Nova Zelândia           | Rosa-choque |
| Irlanda                 | Esmeralda   |
| Resto do Império Inglês | Rosa        |

Atuação conjunta de marinha e exército ou Plano Básico de Guerra Vermelho foi um dos planos de guerra codificados por cores criados pelo Exército dos Estados Unidos no final dos anos 1920 e início dos anos 1930 para estimar os requisitos para uma guerra hipotética com o Reino Unido (as forças "vermelhas"). O Plano de Guerra vermelho discutiu o potencial para travar uma guerra com o Império Britânico e delineou os passos necessários para defender a costa do Atlântico contra qualquer tentativa de invasão dos Estados Unidos. Ele discutiu ainda mais a possibilidade de travar uma guerra de duas frentes com o Japão e a Grã-Bretanha simultaneamente (conforme previsto no Plano de Guerra vermelho-laranja).
O Plano Vermelho de Guerra foi desenvolvido pelo Exército dos Estados Unidos após a Conferência Naval de Genebra de 1927 e aprovado em maio de 1930 pelo Secretário de Guerra Patrick J. Hurley e pelo Secretário da Marinha Charles Francis Adams III e atualizado em 1934-35; não foi apresentado para aprovação presidencial ou do Congresso. Apenas o Congresso dos Estados Unidos tem o poder de declarar guerra.
Em 1939, na eclosão da Segunda Guerra Mundial, foi tomada a decisão de que nenhum planejamento adicional seria necessário, mas que o plano fosse mantido sendo que apenas foi desclassificado em 1974.
O plano de guerra delineava as ações que seriam necessárias se, por algum motivo, os EUA e a Grã-Bretanha entrassem em guerra uns com os outros. O plano assumia que os britânicos teriam inicialmente a vantagem em virtude da força da Marinha Real. O plano assumia ainda que a Grã-Bretanha provavelmente usaria sua base no Canadá como um trampolim para iniciar uma invasão dos Estados Unidos. Partiu-se do pressuposto de que, a princípio, a Grã-Bretanha travaria uma batalha defensiva contra as forças americanas invasoras, mas que os EUA acabariam por derrotar os britânicos bloqueando a Grã-Bretanha e cortando seus suprimentos de alimentos.

## Esboço
O primeiro Plano de Guerra apresentou uma descrição da geografia, recursos militares e transporte do Canadá, e avaliou uma série de possíveis campanhas americanas preventivas para invadir o Canadá em várias áreas e ocupar portos e ferrovias importantes antes que as tropas britânicas pudessem fornecer reforços. para os canadenses - a suposição é que a Grã-Bretanha usaria o Canadá como um ponto de parada. A ideia era que os ataques americanos ao Canadá impediriam que a Grã-Bretanha usasse recursos, portos ou bases aéreas canadenses.
Um movimento fundamental foi um ataque conjunto da Marinha do Exército dos EUA para capturar a cidade portuária de Halifax, cortando os canadenses de seus aliados britânicos. Seu próximo objetivo era "aproveitar usinas elétricas canadenses perto das Cataratas do Niágara".
Isso deveria ser seguido por uma invasão em larga escala em três frentes: de Vermont para pegar Montreal e Quebec, de Dakota do Norte para tomar o trem em Winnipeg, e do Meio-Oeste para capturar as minas estratégicas de níquel de Ontário. Paralelamente, a Marinha dos EUA deveria tomar os Grandes Lagos e bloquear os portos do Atlântico e do Pacífico do Canadá.

## Zonas da operação
As principais zonas de operação discutidas no plano são:
- Nova Escócia e Nova Brunswick:
  - Ocupar Halifax, após um primeiro ataque com gás venenoso, negaria aos britânicos uma grande base naval e cortaria as ligações entre a Grã-Bretanha e o Canadá.

O plano considera várias opções de terra e mar para o ataque e conclui que um pouso na Baía de St. Margarets, uma baía subdesenvolvida perto de Halifax, seria superior a um assalto direto pela rota mais longa e terrestre.
Não tomando Halifax, os EUA poderiam ocupar Nova Brunswick por terra para cortar a Nova Escócia do resto do Canadá no principal entroncamento ferroviário em Moncton.
Quebec e o vale do rio São Lourenço:
Ocupar Montreal e Quebec cortaria o restante do Canadá da costa leste, impedindo o movimento de soldados e recursos em ambas as direções.
As rotas do norte de Nova York para Montreal e de Vermont para Quebec são ambas consideradas satisfatórias para uma ofensiva, com Quebec sendo o alvo mais crítico.
- Ontário e a região dos Grandes Lagos:
  - Ocupar essa região ganha o controle de Toronto e da maior parte da indústria do Canadá, ao mesmo tempo em que impede que a Grã-Bretanha e o Canadá a usem para ataques aéreos ou terrestres contra o coração industrial dos EUA no Centro-Oeste.

O plano propõe ofensivas simultâneas de Buffalo através do rio Niagara, de Detroit em Windsor, e de Sault Ste. Marie em Sudbury. O controle dos Grandes Lagos para o transporte nos EUA é considerado logisticamente necessário para uma invasão contínua.
- Winnipeg
  - Winnipeg é um nexo central do sistema ferroviário canadense para conectar o país.

O plano não vê grandes obstáculos para uma ofensiva de Grand Forks, Dakota do Norte, a Winnipeg.
- Vancouver e Victoria:
  - Embora a distância de Vancouver da Europa reduza sua importância, ocupá-la iria negar à Grã-Bretanha uma base naval e cortar o Canadá do Oceano Pacífico.

Vancouver poderia ser facilmente atacada por terra a partir de Bellingham, Washington, e a ilha de Vancouver poderia ser atacada pelo mar em Port Angeles, Washington.
O porto da Colúmbia Britânica, Prince Rupert, tem conexão ferroviária com o resto do Canadá, mas um bloqueio naval é visto como fácil se Vancouver for tomada.

## Não atacar o hemisfério ocidental
Ao contrário do plano Rainbow Five, o Plano de Guerra Vermelho não previa ataques fora do hemisfério ocidental. Seus autores viram a conquista do Canadá como a melhor maneira de atacar o Império Britânico e acreditavam que isso faria com que a Grã-Bretanha negociasse pela paz. Um problema com o plano era que ele não discutia como atacar o Império se o Canadá declarasse sua neutralidade, o que os autores acreditavam ser provável (o plano desaconselhava aceitar tal declaração sem permissão para ocupar portos canadenses e algumas terras até que a guerra terminasse.) Baseado em extensos jogos de guerra realizados no Naval War College, o plano rejeitou atacar navios britânicos ou tentar destruir a frota britânica. Em vez disso, a principal frota americana permaneceria no oeste do Atlântico Norte para bloquear o tráfego britânico-canadense. A marinha esperaria por uma boa oportunidade para engajar a frota britânica e, se bem-sucedida, atacaria o comércio e as colônias britânicas no hemisfério ocidental.
In 1935, the Red War Plan was updated and specified which roads to use in the raid. "The best feasible route to Vancouver is via Route 99." Os planejadores americanos não pensaram em retornar o território britânico capturado: "A política será preparar as províncias e territórios de púrpura e vermelho para se tornarem estados e territórios da união BLUE na declaração de paz".

## Estratégia britânica
A Marinha Real nunca preparou um plano formal para a guerra com os Estados Unidos durante a primeira metade do século XX. O governo de David Lloyd George, em 1919, restringiu a marinha a fazê-lo para evitar que usasse o crescimento naval americano para justificar a construção de mais navios. Como seus equivalentes americanos, a maioria dos oficiais da Marinha Real via a cooperação com a outra nação como a melhor maneira de manter a paz mundial devido à cultura, língua e objetivos compartilhados, embora os britânicos receassem que as tentativas de regular o comércio durante uma guerra com outra nação forçar uma guerra com os Estados Unidos. Oficiais da Marinha Real geralmente acreditavam que, se a guerra ocorresse, eles poderiam transportar um exército para o Canadá se solicitados, mas mesmo assim era impossível defender o Canadá contra os Estados Unidos, por isso não planejaram fazê-lo, pois a perda do Canadá não ser fatal para a Grã-Bretanha. Uma invasão total dos Estados Unidos era irrealista e um bloqueio naval seria muito lento. A Marinha não podia usar uma estratégia defensiva de esperar que a frota americana atravessasse o Atlântico porque o comércio imperial seria deixado vulnerável demais. Os oficiais da Marinha Real acreditavam que a Grã-Bretanha era vulnerável a um bloqueio de abastecimento e que, se uma frota superior americana aparecesse perto das Ilhas Britânicas, as Ilhas se renderiam rapidamente. Os oficiais planejavam, em vez disso, atacar a frota americana a partir de uma base no Hemisfério Ocidental, provavelmente nas Bermudas, enquanto outros navios baseados no Canadá e nas Índias Ocidentais atacariam o transporte marítimo americano e protegeriam o comércio imperial. A marinha também bombardearia bases costeiras e faria pequenos ataques anfíbios. A Índia e a Austrália ajudariam a capturar Manila para impedir ataques americanos ao comércio britânico na Ásia e talvez uma conquista de Hong Kong. Os oficiais esperavam que tais atos resultassem em um impasse tornando a guerra continuada impopular nos Estados Unidos, seguida por uma paz negociada.

## Plano de guerra conjunto vermelho-laranja
Estudos informais já em 1906 cobriram uma série de possibilidades, desde basear-se em Gibraltar ou Singapura (uma ideia revivida pelos britânicos antes da Segunda Guerra Mundial) para "um rápido traço transatlântico" para o Pacífico. O plano eventualmente adotado foi concebido pelo contra-almirante Raymond P. Rodgers em 1911.
O plano foi formalmente adotado pelo Conselho Conjunto do Exército e da Marinha, a partir de 1924.
Como originalmente concebido, antecipou um bloqueio das Filipinas e outros postos avançados dos EUA no Pacífico Ocidental. Esperava-se que eles resistissem sozinhos enquanto a Frota do Pacífico organizava sua força em bases na Califórnia e protegia contra ataques no Canal do Panamá. Após a mobilização (os navios mantinham apenas metade de suas tripulações em tempo de paz), a Frota navegaria até o Pacífico Ocidental para aliviar as forças americanas em Guam e nas Filipinas. Posteriormente, a frota velejaria em direção ao Norte para uma batalha decisiva contra a Frota Combinada da Marinha Imperial Japonesa e depois bloquearia as ilhas japonesas. Isso estava de acordo com a teoria de Alfred Thayer Mahan, uma doutrina à qual toda grande marinha se inscreveu antes da Segunda Guerra Mundial, na qual as guerras seriam decididas por compromissos entre frotas de superfície opostas. (como eram há mais de 300 anos).
O conceito de Rodgers era pouco diferente do conceito usado na Guerra do Pacífico: uma campanha de "salto" para conquistar os Marshalls e Carolines (mantidos pelo Japão antes da guerra); libertação das Filipinas; e bloqueio. Ausente foi a "batalha decisiva" de Mahan e do planejamento japonês.
Os planejadores de guerra americanos não perceberam que os avanços tecnológicos nos submarinos e na aviação naval haviam tornado a doutrina de Mahan obsoleta. Em particular, eles não entenderam que aeronaves poderiam efetivamente afundar navios de guerra, nem que o Japão poderia colocar a força de batalha dos EUA (a Linha de Batalha) fora de ação de uma só vez - como de fato aconteceu durante Pearl Harbor.
Planos americanos mudaram depois desse ataque. Mesmo após grandes derrotas japonesas como a Midway, os EUA favoreceram um avanço metódico de “salto na ilha”, nunca indo muito além da cobertura aérea baseada em terra. Enquanto isso, o bloqueio foi imposto desde o início da guerra, com o primeiro submarino americano, USS Gudgeon, chegando ao Japão em 31 de dezembro de 1941.
Um número de requisitos cresceu fora de Laranja, inclusive a especificação para um submarino de frota com armamento de torpedo de velocidade alta, de longo alcance e pesado. Estes construíram no submarino Dolphin em 1932 (somente para ser rejeitado e retornado com a classe Gato em agosto de 1941). A Marinha também gastou "várias centenas de milhares de dólares" para desenvolver motores a diesel compactos e poderosos, entre os quais o problemático Hooven-Owens-Rentschler (HOR), que se mostrou útil para as ferrovias.

### Planos japoneses de guerra
A Marinha Imperial Japonesa desenvolveu um contra-plano para permitir que a Frota do Pacífico dos EUA navegasse pelo Pacífico enquanto usava submarinos e ataques de transporte para enfraquecê-lo. A frota japonesa tentaria então forçar uma batalha contra a enfraquecida frota dos EUA em uma "área de batalha decisiva", perto do Japão (veja Kantai Kessen), também de acordo com a doutrina Mahaniana, que o Japão abraçou entusiasticamente. Foi a base para a demanda do Japão por uma taxa de 70% (10: 10: 7) na Conferência Naval de Washington, considerada necessária para prover a superioridade do Japão na "área de batalha decisiva" (levando em conta que os EUA tinham compromissos navais). em outros teatros, enquanto o Japão não o fez), bem como a insistência dos Estados Unidos em 60%, que equivalia à paridade.

### Decorrer do plano
Os eventos reais estavam muito próximos do plano final. As batalhas de portadores ofuscaram a ação de superfície, mas a campanha "leapfrog" foi muito antecipada. A Marinha Imperial Japonesa, obcecada pela doutrina da "batalha decisiva", ignorou a necessidade vital de defesa contra os submarinos. As campanhas de submarinos alemães e americanos contra o transporte mercante de seus oponentes demonstraram a necessidade de uma guerra anti-submarina. Enquanto os Aliados tomavam medidas extensivas para combater a ameaça dos submarinos alemães, os japoneses não conseguiram conter os submarinos americanos que acabaram por sufocar a produção industrial do Japão e paralisaram sua marinha. O Japão também não conseguiu instituir uma campanha anti-comércio por si mesma; O uso sistemático de invasores de comércio poderia ter tornado as operações aliadas muito mais complexas, e a conquista e manutenção de ilhas japonesas mais difíceis.